# 矢口一彡
矢口 一彡（やぐち いっさん、天明7年（1787年） - 明治6年（1873年）5月19日）は江戸時代後期の俳人。上野国八幡八幡宮神主。高井東水・田川鳳朗門下。

## 生涯
天明7年（1787年）上野国八幡八幡宮神職矢口正喜の長男として生まれ、父の指導の下で実録物や談義本を筆写した。地元八幡村で堀越可興等を通じて俳諧に親しみ、高崎平花庵2世高井東水に師事して松高斎涼風と号し、飯田桜井蕉雨、高崎久米逸淵、伊香保温泉永井一朗、室田村関橋守等の春秋庵一門とも交流した。
元禄6年（1693年）神主原主膳が追放されて以来、八幡宮には神主が存在せず、別当神徳寺に実権を握られていたが、ニノ祢宜矢口家は三ノ祢宜富加津家と共に復権を試みた結果、文政期には神徳寺側との交渉が進展した。文政3年（1820年）2月12日跡目相続のため京都に上り、28日神祇管領長上吉田良長から神道裁許状と『中臣祓・三種祓』、同月鈴鹿連胤から「神道葬祭略次第」を受けた。文政4年（1821年）10月大聖護国寺との菩提寺関係を解消し、神主号を名乗り、神葬祭に切り替えた。
文政9年（1826年）11月来泊した田川鳳朗に師事し、号を涼風から一彡に改めた。文政12年（1829年）4月武田都岐雄と俳諧の連歌を興行した。天保2年（1831年）3月と4月江戸に出て神主号を申請した。
天保14年（1843年）鳳朗に従い上京し、吉田家との交渉経験を生かして松尾芭蕉への花本大明神の神号下賜を実現し、9月26日二条家御殿で行われた俳諧の連歌に参加した。天保15年（1844年）江戸狸穴坂鳳朗方に滞在し、境内に鳳朗筆芭蕉句碑「ものいへば唇寒しあきの風」を建立した。なお、天保以前岩井重遠の紹介で江戸四ツ谷其日庵9世馬場錦江への入門を考えたが、実行しなかった。
弘化2年（1845年）鳳朗と死別して以降、俳壇からは身を引き、高崎・豊岡村・金井淵村・下里見村・野殿村・板鼻村等から人を集めて句合を開催した。地元で寺子屋宗匠を務め、本の貸し出しも行い、「八幡の黄門」「丹波様」と慕われた。本の筆写も引き受け、下里見村中曽根宗邡に和算書の筆写を頼まれた際、1晩で1冊を書き上げたという。明治元年（1868年）知県事に80歳以上の長寿者として褒賞を受け、明治6年（1873年）5月19日死去した。

## 著書
- 『道中日記帳』 - 文政3年（1820年）上京した記録[13]。
- 『自句雑話古事扣』[26]
- 『江戸神主号願入用控』 - 天保2年（1831年）江戸に出た記録[16]。
- 『覚書扣』 - 天保14年（1843年）上京した記録[17]。
- 『生々館一彡句集』 - 弘化元年（1844年）[20]。
- 『春立草』 - 弘化2年（1845年）1月[22]。
- 『諸入用万控』 - 弘化4年（1847年）4月6日から5月26日まで[22]。
- 『五要奇書陽明按索』[27]
- 『五要奇書陽明按索図解』[27]
- 『当吟ひかへ』 - 安政5年（1858年）7月5日[27]。
- 『命録記』 - 安政7年（1860年）1月。郷民の占い用[28]。
- 『草の栞』 - 文久3年（1863年）8月。四季別句稿[28]。
- 『五要奇書陽明按索三百宝海』 - 慶応3年（1867年）1月8日[25]。
- 『四時随筆控』 - 明治5年（1872年）1月[25]。
- 『矢口丹波正日記』 - 正善・以真著。昭和56年（1981年）2月13日高崎市指定重要文化財[29]。

## 句
- 「つかれ鵜の嘴ふる月の出汐哉」（『月並句合』「住吉明神奉納句合」）[26]
- 「はたうちの上手で花は見ざりけり」（天保3年（1832年）『茎薹』）[16]
- 「よしきりや切も拍子も鳴ばかり」（天保13年（1842年）富処西馬編『花の雲』、高崎清水寺芭蕉句碑建立記念）[30]
- 「昼がほや影なき影を咲のぼる」（天保14年（1843年）伯遠序『知里ひぢ集』）[6]
- 「七種のいつち言よき薺かな」（弘化2年（1845年）岸百丈編『宿のうめ』）[22]
- 「迯込て水から覗く蛙かな」（句稿綴）[31]
- 「よくに見て置やうもなし夕さくら」（弘化3年（1846年）『榊皿集』、東水追善）[22]
- 「有明の雪より白く消にけり」（弘化3年（1846年）『冬椿集』、鳳朗一周忌）[22]
- 「朝寒やさらりとけぶるつかみ銭」（弘化4年（1847年）永久編『鳳朗三周忌手向集』）[22]
- 「秋風の来初たるより来つゞきぬ」（嘉永元年（1848年）鹿鳴編『野笠集』）[27]
- 「追従も立派にのべつ花の春」（明治元年（1868年）短冊）[25]
- 「思ひきや寄る年波も浪花江の芦の芽ぐみのはるにあふとは」（明治元年（1868年）知県事に褒賞を受けた時の句）[25]
- 「すらすらと八十七とせの明の春往処迄行違なし」（明治6年（1873年）短冊）[25]

## 矢口家
本姓は藤原氏。初代三浦茂尊は小屋城主越前守春継に仕えたが、永禄11年（1568年）武田信玄に攻略された後、下板鼻八幡宮に落ち延び、ニノ祢宜矢口家の養子となったという。
- 父：矢口正喜（林之助、主殿、丹波正） - 文政2年（1819年）6月18日61歳で没[33]。
  - 姉：谷（橘女）[34]
  - 弟：要之祐（要之助[34]） - 榛名山東坊の婿養子となった[3]。
  - 妹：キサ[34]
  - 妹：不与[34]
- 妻：まさ[34]
  - 娘：屋恵（やゑ[34]） - 高崎宿士族内田五郎兵衛妻[3]。
  - 養子：柾太郎（丹波、利泰） - 篠原平左衛門の子[3]。
    - 孫：竜太郎[3]
      - 曽孫：正治[3]

    - 孫：光太郎[34]
    - 孫：すま[35]
    - 孫：ふみ[35]
    - 孫：登喜次郎[35]
    - 孫：憲司[35]
    - 孫：丹司[3]

矢口家は神職を退いた後も参道沿いに屋敷を構え、敷地内に矢口米三が建設した矢口丹波記念文庫には正喜・一彡等の書写資料や旧蔵書が納められる。